# Гінріх Лозе
Гінріх Лозе (нім. Hinrich Lohse; 2 вересня 1896, Мюленбарбек — 25 лютого 1964, Мюленбарбек) — високопоставлений діяч НСДАП і Третього рейху, один з організаторів і керівників окупаційного режиму на території СРСР, рейхскомісар рейхскомісаріату Остланд.

## Біографія
На початку Першої світової війни був призваний в армію, воював на Західному фронті. Після поразки Німеччини у війні, з 1919 по 1922 рік працював банківським клерком.
На початку 1923 року Лозе залишив службу в банку і вступив в НСДАП (партійний квиток № 37 522). Тут Лозе тісно зблизився з Грегором Штрассером. Гінріх Лозе, політик-початківець, заручився підтримкою Штрассера і завдяки його клопотанням 22 лютого 1925 року одержав вигідне призначення на пост гауляйтера Шлезвіг-Гольштейна, що можна було розцінити як успішний початок політичної кар'єри. Партія, однак, переживала не найкращі часи, і в підсумку через численні внутрішньопартійні інтриги і несхвальне ставлення офіційної влади (викликане скандальним Пивним путчем) її діяльність виявилася під забороною. Події розвивалися стрімко, і вже незабаром заборона була знята, не без участі братів Штрассерів. Гінріх Лозе вдруге вступив в НСДАП 13 липня 1925 року, і ось вже з цієї пори почалася ціла низка призначень партійного функціонера, який знову і знову виправдовував довіру своїх впливових покровителів. Незабаром він увійшов до складу ландтагу Пруссії. Потім, з 1928 по 1929 рік, Лозе займав важливу посаду начальника (комісара) гау Гамбург.
На початку тридцятих Лозе чекав черговий кар'єрний зліт. Він зумів зарекомендувати себе надійним і працездатним виконавцем, що володіє яскраво вираженими адміністративними здібностями. 15 липня 1932 року отримав нове призначення на посаду ландесінспектора НСДАП в підвідомчій йому області «Північ». Потім настав 1933 рік, який, без сумніву, можна вважати кульмінаційним у кар'єрі Лозе. За рік Гінріх Лозе різко просунувся по кар'єрній драбині. 30 січня він удостоївся звання обергруппенфюрера СА. У травні Лозі отримав призначення на пост обер-президента землі Шлезвіг-Гольштейн. Окрім цього, Лозе удостоївся статусу прусського державного радника. Через деякий час, вже в 1935 році, Гінріх Лозе був призначений імперським комісаром оборони XI військового округу.

### Діяльність в рейхскомісаріаті Остланд
17 липня 1941 року Лозі отримав призначення на посаду рейхскомісара окупованих східних територій — рейхскомісаріату Остланд. Саме на цій посаді Лозе здобув свою печальну славу. До складу рейхскомісаріату входили території Латвії, Естонії, Литви, Білорусії, які отримали статус генеральних комісаріатів зі своїми власними керівниками.
Штаб-квартира Лозе розташовувалася в Ризі. На території рейхскомісаріату Остланд були здійснені численні каральні акції проти мирного населення.
Будучи рейхскомісаром Остланду, Лозе одночасно продовжував виконувати обов'язки обер-президента землі Шлезвіг-Гольштейн. Восени 1944 року, в ході широкомасштабного наступу радянських військ, він фактично втік із Прибалтики. 6 травня 1945 року Лозе на вимогу британського командування був зміщений зі свого поста, а незабаром заарештований.

### Післявоєнний період
У 1948 році Гінріх Лозе постав перед судом з денацифікації в Білефельді. «Кривавий Гінріх» був засуджений до десяти років тюремного ув'язнення. У 1951 році було прийнято рішення звільнити в'язня за станом здоров'я. Останні роки життя екс-рейхскомісар прожив порівняно спокійно в рідному містечку, де і помер в 1964 році.

## Нагороди
- Залізний хрест 2-го класу
- Почесний хрест ветерана війни з мечами
- Генеральний знак гау
- Золотий партійний знак НСДАП
- Хрест Воєнних заслуг 2-го і 1-го класу

## Галерея

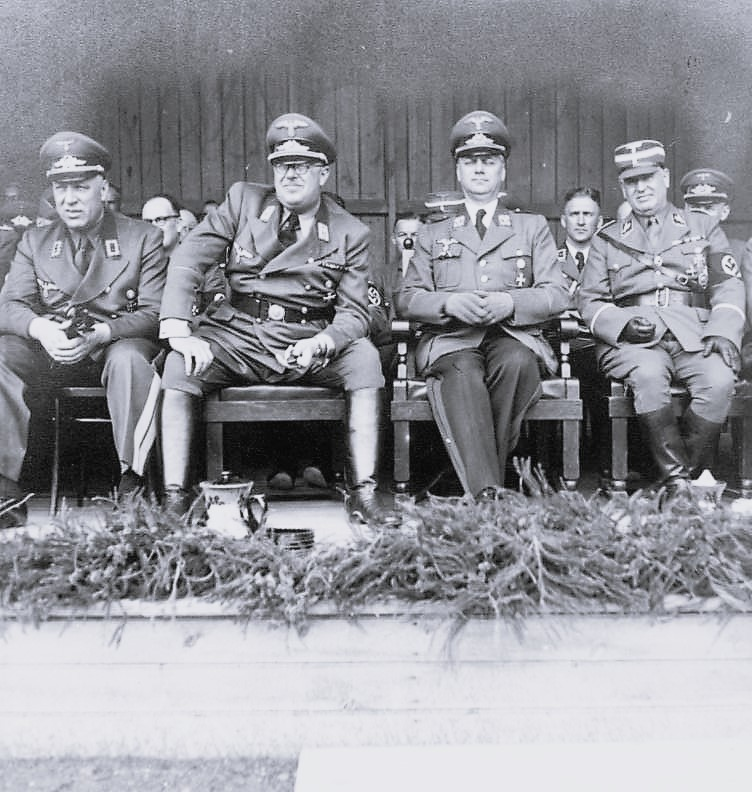
Лозе (другий ліворуч) в руїнах замку Доблена (1942)
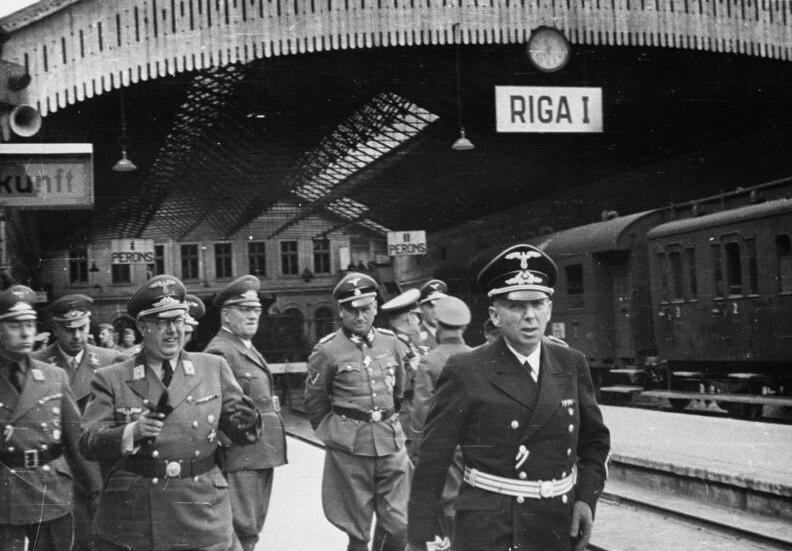
Лозе (в окулярах) на ризькому вокзалі (1944)